# Francis Thornhill Baring
Francis Thornhill Baring, 1. baron Northbrook (Francis Thornhill Baring, 1st Baring of Northbrook, 3rd Baronet Baring of Larkbeare) (20. dubna 1796, Kalkata, Indie – 6. září 1866, Stratton Park, Anglie) byl britský politik. Pocházel z bohaté podnikatelské rodiny, téměř čtyřicet let byl poslancem Dolní sněmovny, ve dvou liberálních vládách zastával funkce ministra financí (1839–1841) a ministra námořnictva (1849–1852). Krátce před smrtí získal titul barona a vstoupil do Sněmovny lordů (1866).

## Životopis

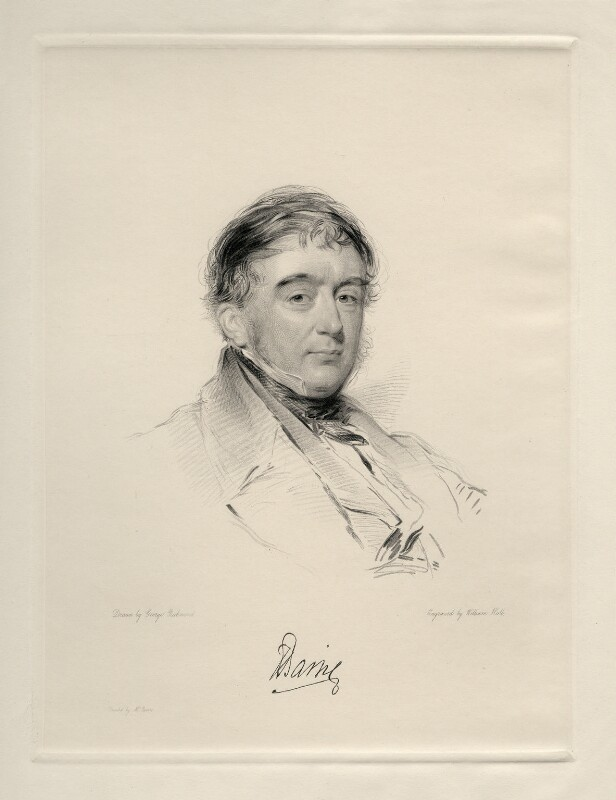
Sir Francis Thornhill Baring, portrét z roku 1848 (Národní portrétní galerie)

Pocházel z významné bankéřské rodiny Baringů, narodil se jako nejstarší z devíti dětí Sira Thomase Baringa (1772–1848), který působil ve službách Východoindické společnosti a díky tomu se Francis narodil v Kalkatě. Studoval ve Winchesteru a Etonu, v roce 1817 absolvoval oxfordskou univerzitu a poté působil jako právník, byl také podílníkem rodinné banky. V letech 1826–1865 byl členem Dolní sněmovny, patřil k whigům a celou dobu zastupoval v parlamentu město Portsmouth. Na půdě parlamentu vystupoval jen zřídka, ale uplatnil se v zákulisní politice, k vládním funkcím se dostal díky příbuzenskému poměru s premiérem hrabětem Greyem. V letech 1830–1834 byl lordem pokladu, poté byl tajemníkem na ministerstvu financí (Financial Secretary to the Treasury, 1834 a 1835–1839). V Melbournově vládě byl pak kancléřem pokladu (ministr financí; 1839–1841), od roku 1839 byl též členem Tajné rady. V následující liberální vládě Johna Russella původně neobdržel žádný úřad, ale nakonec po náhlém úmrtí hraběte z Aucklandu převzal funkci ministra námořnictva (první lord admirality; 1849–1852). Krátce před smrtí byl povýšen na barona a povolán do Sněmovny lordů (1866).
Jeho jméno nese záliv Baring Bay na ostrově Devon mezi Kanadou a Grónskem.

## Rodina
Dvěma sňatky se spříznil s významnými rody Greyů a Howardů. Jeho první manželkou byla Jane Grey (1804–1838), sestra trojnásobného ministra vnitra Sira George Greye a neteř premiéra 2. hraběte Greye. Podruhé se oženil s Arabellou Howard (1809–1884), dcerou generála 1. hraběte z Effinghamu. Z prvního manželství pocházel syn Thomas (1826–1904), který byl místokrálem v Indii a později stejně jako otec ministrem námořnictva. Z druhého manželství pocházel syn Francis Henry (1850–1915).
Francisův mladší bratr Thomas Baring (1799-1873) byl též dlouholetým členem Dolní sněmovny, na rozdíl od bratra patřil k toryům. Další bratr Charles Baring (1807–1879) byl biskupem v Durhamu (1861–1879). Jejich sestra Frances (1813–1850) byla manželkou Henryho Labouchera, který byl ministrem obchodu (1839–1841) a ministrem kolonií (1855–1858).
Sídlem rodu byl zámek Stratton Park (Hampshire) zbořený ve 20. století.